# Les Furtifs
Les Furtifs est un roman de science-fiction d'Alain Damasio, publié aux éditions La Volte en 2019. 
Dans un futur proche (2041), le roman décrit la quête d'un père à la recherche de sa fille disparue, qu'il croit avoir été enlevée par les furtifs, des créatures à la grande vivacité et quasiment invisibles.
Comme les précédents romans d'Alain Damasio, le récit est écrit à la première personne, et les événements sont présentés en alternance à travers le regard et les paroles de six personnages. Il s'agit d'un roman d’anticipation qui s’intéresse à la perception, à la société de contrôle, au militantisme, au big data, au phénomène de la Vie en tant que telle, etc.

## Résumé
À Orange, en 2043, dans une société transformée par le marketing personnalisé, la privatisation des communes détenues par de grandes sociétés (LVMH pour Paris, Orange pour Orange, et Lyon rebaptisé Nestlyon par Nestlé,  notamment) et le désengagement total de l'État, Lorca Varèse est à la recherche de sa fille Tishka, disparue mystérieusement à l'âge de quatre ans. Après des mois de recherche vaine, et tandis que sa femme Sahar tente de faire son deuil, Lorca reste intimement persuadé que leur fille est partie ou qu'elle a été enlevée par les furtifs. Il intègre le Récif (pour « Recherches, Études, Chasse et Investigations Furtives »), une unité militaire spécialisée dans la chasse de ces créatures.
Les furtifs sont des êtres doués de capacités mimétiques extraordinaires, aimant se cacher dans les angles morts de la vision, métabolisant animaux, végétaux et minéraux pour mieux se fondre dans leur environnement. Tout être humain les ayant aperçus déclenche leur « céramisation », une forme de pétrification de leur corps qui empêche qu'on puisse les étudier. Les furtifs sont étroitement liés au son et à la musique.

## Personnages
Six personnages se relaient dans la trame narrative.
- Lorca Varèse, 43 ans, père de Tishka, sociologue de communes autogérées, membre du Récif et de l'équipe d'Agüero
- Sahar Varèse, mère de Tishka, agrégée de Lettres, « proferrante », enseignante de rues
- Hernán Agüero, chef d'équipe au Récif, spécialisé dans la chasse aux furtifs, « l'ouvreur »
- Saskia Larsen, membre de l'équipe d'Agüero, spécialiste de la reconnaissance des sons, « la traqueuse phonique », éthologue, ethnomusicologue
- Nèr Arfet, membre de l'équipe d'Agüero, ancien militaire israélien, rabatteur des furtifs, « le traqueur optique »
- Toni Tout-fou, jeune grapheur alternatif

À chacun d'entre eux correspond un symbole qui indique au lecteur un changement de narrateur et lui permet de savoir qui prend la parole dans le récit.
D'autres personnages jouent un rôle important dans l'histoire, mais sans être narrateurs (leurs paroles sont toujours rapportées par un des six narrateurs) : Feliks Arshavin, 64 ans, chef du Récif, « instructeur », et manipulateur, le philosophe Varech et la linguiste aveugle Louise Christofol (tous deux spécialistes du langage des furtifs, autour de l'« Institut des Langues exotériques »), le hacker Zilch, le psychanalyste Miguel, Tishka Varèse (6 ans déjà), la fille de Lorca et Sahar, etc.

## Album musical

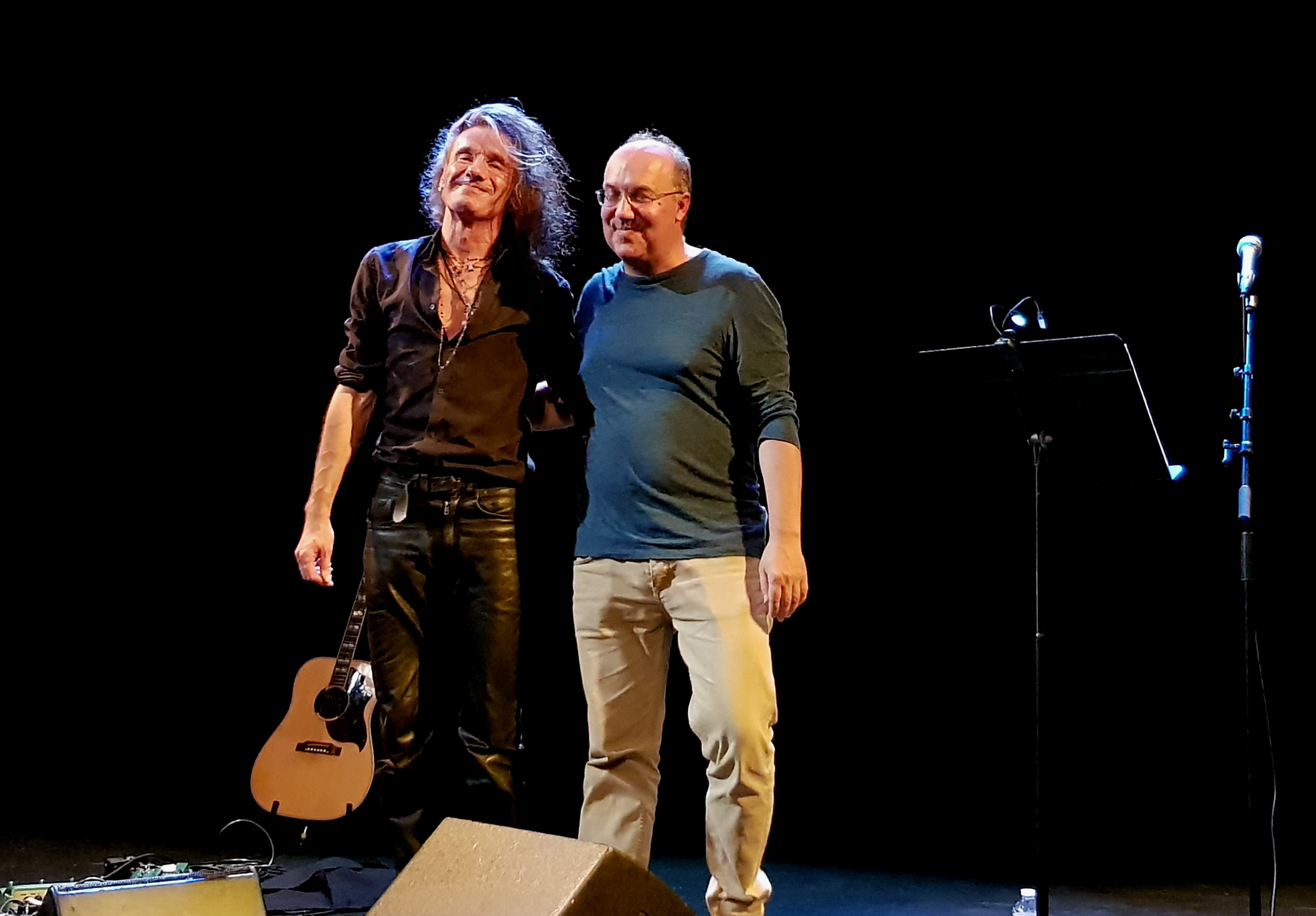
Concert-lecture Entrer dans la couleur avec Yan Péchin (2019).

Dans sa première édition, le livre est accompagné d'un album musical Entrer dans la couleur d'Alain Damasio et du guitariste Yan Péchin, coproduit avec le label Jarring Effects. Yan Péchin met en musique les textes lus et scandés par Alain Damasio. L'album est disponible via un code de téléchargement. Le but de l'album est de prolonger le roman par la musique et la voix et est décrit par l'éditeur comme la bande-son originale du roman.

## Déclinaisons et variations scéniques
Le roman fait l'objet de plusieurs spectacles / concerts. L'album Entrer dans la couleur est joué sur scène avec Yan Péchin lors d'une longue tournée. Alain Damasio tourne également avec le groupe Palo Alto. Ce concert, intitulé Les Furtifs, émeute musicale se concentre sur le chapitre 22. L'Oratorio Furtif, composé par Xavier Charles et mis en scène par Laëtitia Pitz (Compagnie Roland furieux) sera également interprété sur scène à plusieurs reprises. Le livret, avec la partition dessinée par le compositeur, est publié aux éditions La Volte en 2024.

## Phonophore
Ce centre de recherches furtives est porté par Tarabust (Alain Damasio, Floriane Pochon, Tony Regnauld avec Cédric Chéty et Clément Baudet), et soutenu par la Région Languedoc Roussillon, le Centre National de la Cinématographie et la Fondation Orange-Beaumarchais. Cette banque d'extraits sonores très immersifs permet d'entendre, et avec Emmanuelle Trinquesse d'expérimenter ces furtifs. 
Ce mélange artistique, pseudo-scientifique et romanesque nous emmène dans l'univers des furtifs, et complète les ressentis de la lecture par ceux de l'écoute. 
Chaque extrait sonore est indépendant, et soigneusement travaillé. Certains racontent de vraies histoires immersives, d'autres sont juste des expériences sonores, mais tous sont accompagnés par les mots de Damasio.

## Accueil critique
Le roman a reçu des critiques positives relatives à la richesse du vocabulaire et de la typographie et à l'univers dystopique dépeint. Parmi les lettres et signes diacritiques (voir diacritiques utilisés en français) : barre, boucle, crochet, corne, antiflexe, point médian, point (adscrit, souscrit, suscrit), point absent (sur le "j"), et autres unicodes... Alors que d'autres déplorent ces choix formels comme autant d'obstacles à la lisibilité et à la fluidité de l'ensemble[réf. nécessaire]. 
Nicolas Gary pour ActuaLitté souligne la densité du roman et de l'univers dépeint, la richesse du traitement de la typographie et des néologismes. Hubert Prolongeau pour Télérama salue également les multiples niveaux de lecture, portés par la polyphonie des personnages, la typographie et la composition conçues par Esther Szac, le mélange des langues et la force du message politique. Le roman est classé « On aime passionnément ». Clément Martel dans Le Monde décrit le roman comme une « critique féroce et poétique du monde ultralibéral ».
L'ouvrage est vendu à plus de 65 000 exemplaires dès le premier mois, il est élu meilleur livre de l'année 2019 par Lire. Il remporte le Grand Prix de l'Imaginaire 2020 de la catégorie « Roman francophone ».